# Junín
Junín jest argentyńskim miastem leżącym w prowincji Buenos Aires, 260 km na zachód od miasta Buenos Aires. W roku 1991 miasto liczyło 74 997 mieszkańców, a 10 lat później, w roku 2001 – 82 427 mieszkańców.
Miasto jest siedzibą klubu piłkarskiego Sarmiento.